# Starbo
Starbo i Bondkyrko socken var tidigare ett kronojägarboställe och fick sitt namn efter kronojägare Stare. Gården har anor sedan åtminstone 1600-talet. Starbo som ligger mellan Flogsta gård och Kvarnbo akademigård.  Under 1940-talet omvandlades jordbruket till trädgårdsodling och i samband med det styckades 14 småhustomter av från fastigheten vilka huvudsakligen bebyggdes av de nya tomtägarna själva, därav den förhållandevis stora variation i stilar mellan husen. Under åren fram till 2000 har ytterligare ett antal hus byggts genom delning av de ursprungliga tomterna samt ny avstyckning. Numera är Starbo ett villaområde i Uppsalas utkant.
NCC köpte på spekulation under 1990-talet stora delar av de områden som inte var tomter och lät där under 2005–2006 bygga ytterligare 17 villor. Sedan dess har ett antal av de äldre fastigheterna styckats av och viss förtätning av området har därmed skett. Under 2021 fick Starbo en ny cykelbana som går genom ett skogsparti till Flogsta och sedan vidare in mot Uppsala centrum. Starbos omgivningar är relativt rika på fornlämningar så som skärvstenshögar och gravplatser dessutom har det troligen funnits boättningar under bronsåldern och framåt. Det har tidigare funnits en runsten som försvunnit längs vägen mot Flogsta.
1990 avgränsades en småort i området, den hade beteckningen Starbo + Kvarnbo och småortskod S0937. Sedan 1995 är området istället en del av Uppsala tätort.